# Achille Vertunni
Achille Vertunni (Napoli, 27 marzo 1826 – Roma, 20 giugno 1897) è stato un pittore italiano.

## Biografia

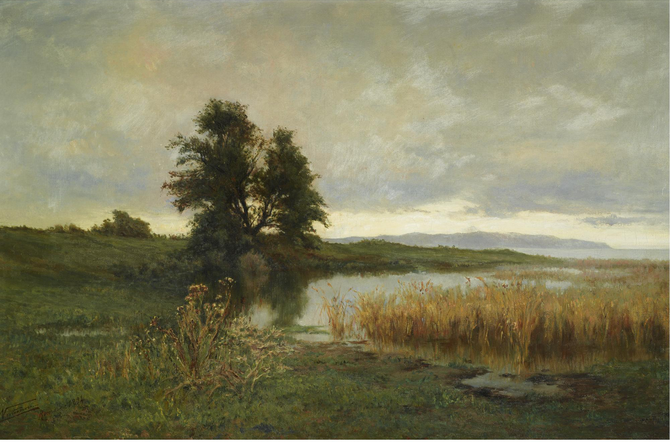
Vista sul mare, 1894

Frequentò il Real Istituto di belle arti di Napoli, sotto la guida di Gabriele Smargiassi. Subì l'influenza della Scuola di Posillipo. Alla mostra biennale Borbonica del 1851 fu premiato ex aequo con il pittore Nicola Palizzi e nel 1853 si trasferì a Roma.
I suoi primi temi furono ispirati ad eventi storici, come il ritratto di Pia dei Tolomei, ma si dedicò poi al paesaggio che, dagli anni settanta,  divenne il soggetto quasi esclusivo dei suoi dipinti.
Caratteristici sono i suoi tramonti nell'Agro romano e nelle Paludi Pontine, a volte animati da butteri e da mandrie di bufali.
Partecipò all'Esposizione di Vienna del 1873, all'Esposizione universale di Parigi del 1878 e all'Esposizione Internazionale di Roma del 1883.
Sue opere si trovano alla Galleria nazionale d'arte moderna e contemporanea di Roma, alla Galleria d'Arte Moderna di Firenze (Torrente presso Narni), alla Galleria d'Arte Moderna di Torino (Paludi pontine, 1863), alla Galleria d'arte moderna di Milano (Paesaggio di Maccarese) e al Museo Revoltella di Trieste (Camagna romana). La Galleria dell'Accademia di belle arti di Napoli possiede la tela Campagna Romana, 79,5x48 cm, acquistata nel 1904.
In età matura il suo studio di Roma fu punto di riferimento per molti critici e artisti romani, frequentato dalla nobiltà e da politici dell'epoca. Visitatori del suo atelier di Via Margutta, a Roma, dove Achille Vertunni dava feste e banchetti, furono figure storiche dell'epoca, come il generale Alfonso La Marmora, il compositore Liszt, Edoardo VII d'Inghilterra - quando era ancora Principe di Galles - insieme alla moglie Alessandra di Danimarca e alla famiglia reale danese, personaggi del Risorgimento e visitatori di passaggio del "Grand Tour".
Morì a Roma nel 1897, dopo vent'anni di paralisi progressiva, causata dall'avvelenamento da piombo, dovuto dall'uso prolungato a contatto con i pigmenti a base di questo materiale, altamente nocivo per la salute. Fu curato amorevolmente fino alla fine dalla moglie Guendalina e dalle figlie, Giuseppina e Pia, ultime dei suoi tredici figli.

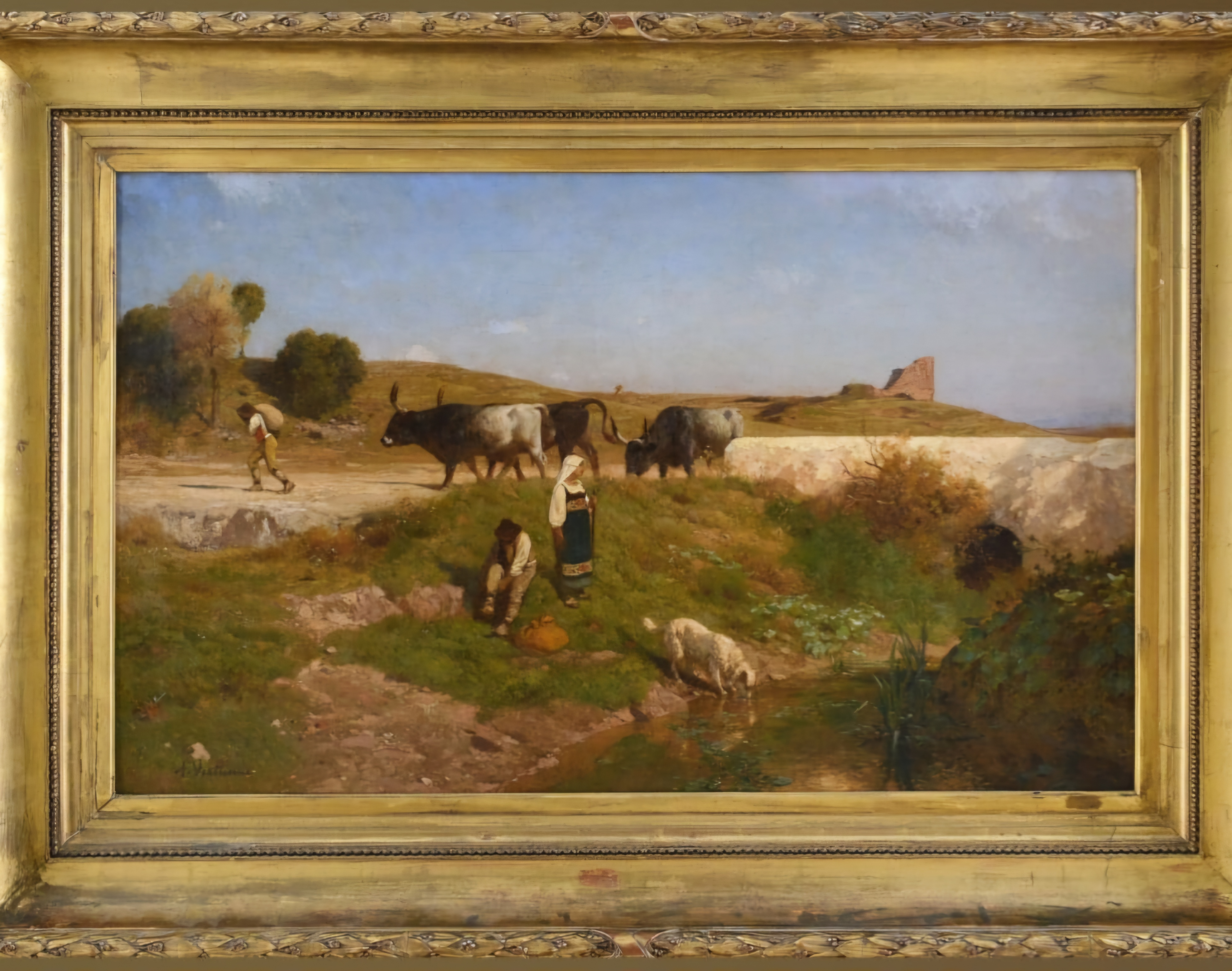
Achille Vertunni - Pastori alla fonte